# Xã Driftwood, Quận Jackson, Indiana
Xã Driftwood (tiếng Anh: Driftwood Township) là một xã thuộc quận Jackson, tiểu bang Indiana, Hoa Kỳ. Năm 2010, dân số của xã này là 860 người.